# Orógeno de Terra Australis

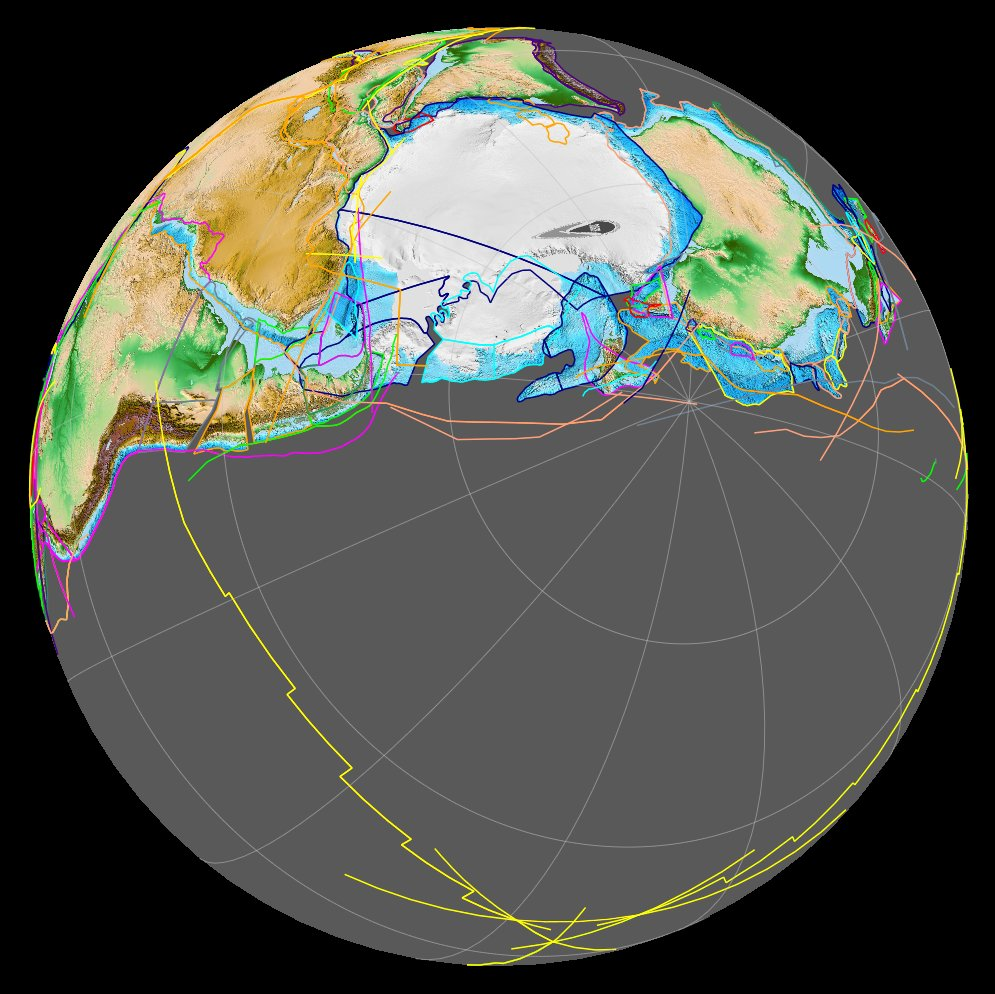
El orógeno de Terra Australis hacia 180 millones de años, cruzando el Polo Sur (centro derecha) y flanqueada por las fosas Phoenix-Farallón (izquierda) y Phoenix-Izanagi (derecha). La placa del Pacífico (triángulo en la parte inferior) acaba de formarse.

El orógeno de Terra Australis Orogen (TAO, por sus siglas en inglés) fue el margen meridional oceánico de Gondwana, que se extendía desde  América del Sur hasta la costa noreste de Australia, abarcando también Sudáfrica, la Antártida Occidental, Nueva Zelanda, Tasmania, las montañas Transantárticas y la Tierra de Victoria en la Antártida Oriental. El orógeno se formó en el Neoproterozoico y el Paleozoico. La disminución de la actividad orogénica en el Paleozoico tardío está relacionada con el ensamblaje del supercontinente Pangea. La orogenia no terminó con una colisión continental y fue seguida por la orogenia gondwaniana. Con cerca de 18 000 km de largo y unos 1 600 km de ancho máximo, el TAO fue uno de los márgenes continentales activos más largos y de más larga vida en la historia de la Tierra, durando desde el comienzo de su formación durante el ruptura del supercontinente neoproterozoico Rodinia.
El TAO evolucionó a través de una serie de retroarcos extensionales separados por eventos de compresión cuando la placa oceánica subducida quedó atascada en el margen de Gondwana.
Como Gondwana se amalgamó en el Paleozoico temprano durante las denominadas orogenias panafricanas, el TAO se propagó a lo largo del margen sur (coordenadas modernas) Proto-Pacífico/Jápeto del supercontinente. La TAO terminó hace c. 300 a 230 millones de años con la orogenia gondwaniana. Este y otros orógenos más jóvenes cubren la mayor parte del margen exterior de la TAO, y, del mismo modo, el margen interno está cubierto casi por completo por depósitos más jóvenes y hielo, pero permanece expuesto en Australia a lo largo de Torrens Hinge Line. Un extremo de la TAO era una serie de terranos (Avalonia-Carolina-Cadomia) que fueron escindidos del margen occidental de Gondwana y añadidos a Laurentia en el Paleozoico Tardío, mientras que el otro extremo probablemente llegó más allá de Australia hacia Nueva Guinea.
En 1937, Alexander Logie du Toit propuso la orogenia de Samfrau como evidencia de Gondwana. Su concepto incluye las orogénesis de Gondwana occidental y orogenias que ahora se consideran eventos separados, pero excluyendo las de Gondwana oriental.